# Антипіретики
Жарознижувальні (антипіретики від «анти — проти» і «грец. pyros — вогонь») — це речовини, що зменшують температуру. Жарознижувальні засоби змушують гіпоталамус долати підвищення температури тіла, яке спричинюють простагландини. Потім організм працює на зниження температури тіла, що приводить до зменшення гарячки.
Більшість жарознижувальних препаратів мають інше призначення. Найбільш поширеними жарознижувальними засобами (наприклад в США), є ібупрофен та аспірин, які являють собою нестероїдні протизапальні засоби (НПЗЗ, НПЗЛЗ), котрі використовуються насамперед, як анальгетики (болезаспокійливі), але також мають жарознижувальну дію; і парацетамол (ацетамінофен), анальгетик зі слабкими протизапальними властивостями.
З приводу правильного використання таких ліків, ведуться суперечки, оскільки гарячка є частиною імунної відповіді організму на інфекцію. У дослідженні, оприлюдненому Королівським товариством (Велика Британія), стверджується, що придушення гарячки, спричинює принаймні на 1 % більше смертей від грипу в Сполучених Штатах, або 700 додаткових смертей на рік.

## Немедикаментозне лікування
Фізичні методи:
- Обкладання холодом
- Гідротерапія:
  - обтирання (прохолодною водою, водним розчином етилового спирту, водно-оцтові компреси)
  - купання

Купання або обмивання теплою чи прохолодною водою, може значно знизити температуру тіла у людей із захворюванням яке супроводжується виділенням тепла[джерело?], але не завжди у пацієнтів з гарячкою. Використання спиртових обтирань, та водно-оцтових компресів не є придатним способом охолодження, оскільки повідомлялося про побічні наслідки, пов'язані зі значним всмоктуванням цих речовин.

## Ліки
Введення жарознижувальних ліків, є звичним явищем для більшості людей, які мають гарячку, особливо дітей. Відомо, що гарячка є захисною дією організму, особливо для спонукання імунної системи щодо кращої роботи. Підвищення температури тіла до 38 ℃ називається субфебрилітетом, і це не є небезпечною гарячкою, яку потрібно знижувати за допомогою ліків. Слід виявити основну хворобу, але завдяки звичкам, набутим населенням та медичною спільнотою, жарознижувальне призначається і вводиться, більше через тривогу батьків, а не тому, що це насправді варто робити.
Багато ліків мають жарознижувальну дію, отже, корисні під час надмірної гарячки, але не для лікування хвороб, зокрема НПЗЗ:
- Парацетамол (ацетамінофен, панадол, калпол, ефералган, рапідол; інфлуган(в/в))[9]
- Ібупрофен (нурофен, ібуфен, імет, бруфен, єврофаст)
- Брустан (комбінований препарат: парацетамол + ібупрофен)[10]
- Німесулід (лише для дорослих)[11]
- Аспірин (ацетилсаліцилова кислота) і супутні саліцилати, як-от саліцилат холіну, саліцилат магнію і саліцилат натрію
- Піроксикам (фелден)
- Метамізол (заборонений більш ніж у 30 країнах)
- Еторикоксиб (схвалений у 76 країнах, в США недопущений до застосування)
- Феназон (антипірин) — доступний в поєднанні з місцевими анестетиками, як вушні краплі
- Набуметон
- Мефенамінова кислота (мефенамінка, аміфена IC)

## Діти
Американська адміністрація з питань харчових продуктів і медикаментів (FDA) зазначає, що неправильне дозування, є однією з найбільших проблем під час призначення ацетамінофену (парацетамолу) дітям. Дієвість одного лише парацетамолу як жарознижувального засобу для дітей сумнівна, і деякі дані показують, що він не краще фізичних способів. Лікування, що передбачає чергування доз ацетамінофену та ібупрофену, показало більшу жарознижувальну дію, ніж будь-які ліки окремо. Один метааналіз показав, що ібупрофен більш дієвий за ацетамінофен, у дітей в однакових дозах, коли обидва вводяться окремо.
Через побоювання з приводу синдрому Рея не радять давати аспірин і змішані препарати, що містять аспірин, дітям або підліткам у разі захворювань, супроводжених гарячкою. Аспірин — єдиний препарат, який незворотно зв'язується з циклооксигеназою; його механізм показує швидке деацетилювання, утворюючи саліцилат, який дійсно має жарознижувальні властивості.
Станом на 2021 рік, рекомендованими ВООЗ антипіретиками для дітей є парацетамол, ібупрофен.

### Показання

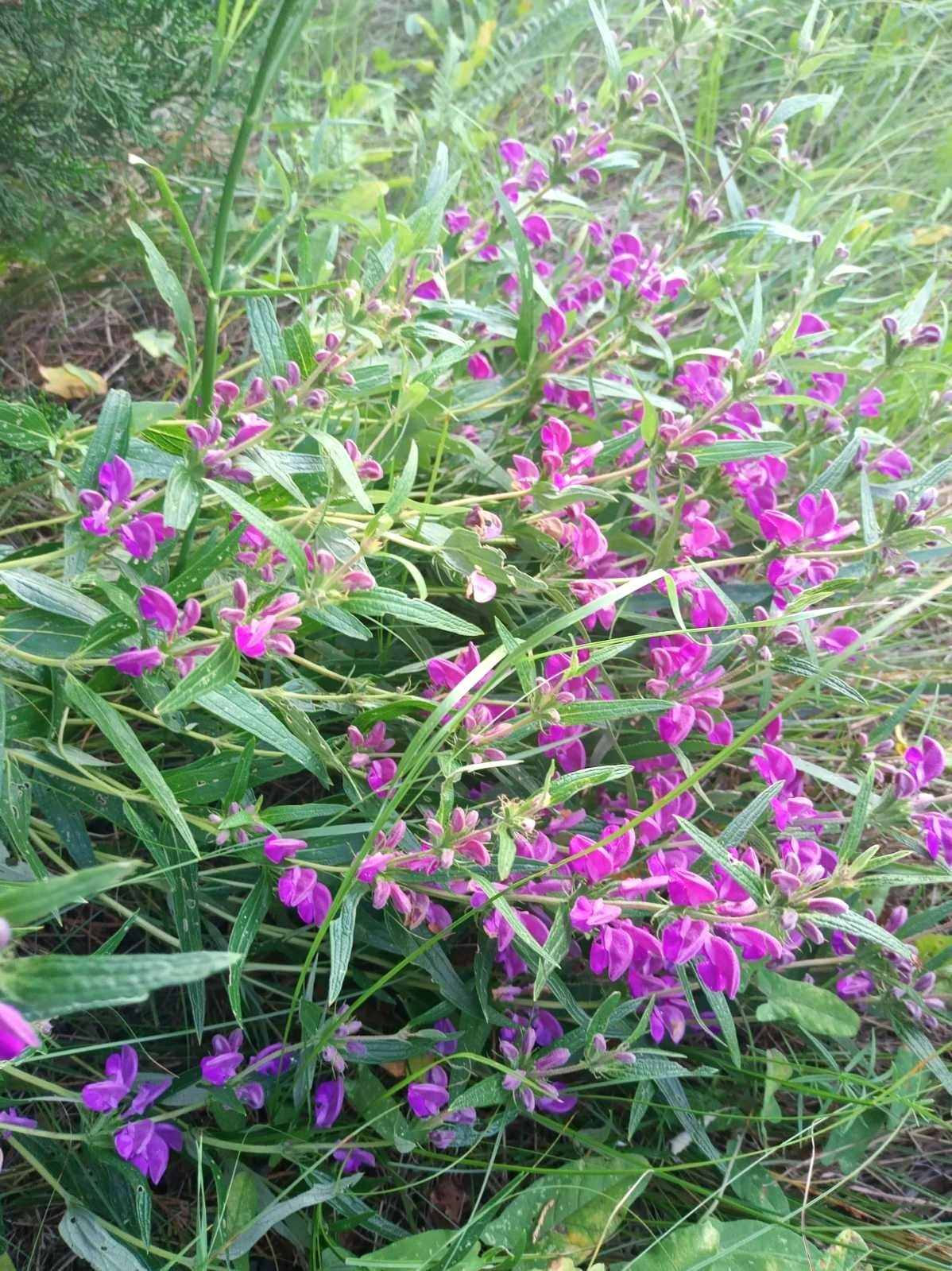
Зопник колючий

За національними рекомендаціями жарознижувальні препарати при гіпертермії застосовують: — раніше здоровим дітям за температури тіла вище 39°С i/або під час м'язової ломоти і головному болю; — дітям із фебрильними судомами в анамнезі при температурі тіла вище 38–38,5°С; — дітям із важкими захворюваннями серця і легень у разі температури тіла вище 38,5°С; — дітям перших 3 місяців життя з температурою тіла вище 38°С.

## Лікарські рослини
Звичаєве використання вищих рослин зі жарознижувальними властивостями (цвіт липи, робінія звичайна, тощо) — загальносвітова риса багатьох етноботанічних культур. У народній медицині, рослини з природними властивостями щодо зменшення температури, зазвичай, називають жарознижувальними.
До рослин які можуть проявити жарознижувальну дію стосуються: кульбаба лікарська, береза повисла, кропива дводомна, аїр болотяний, суниці лісові, материнка звичайна, гадючник болотяний, шипшина корична, аніс звичайний, барбарис звичайний, бузина чорна, вишня садова, зопник колючий, верба біла, калина звичайна, журавлина болотяна, липа дрібнолиста, лопух великий, малина звичайна, редька городня, смородина чорна, вовче тіло болотяне, фіалка триколірна, тополя чорна.